# Amblyseius pusillus
Amblyseius pusillus är en spindeldjursart som först beskrevs av Rodney Kennett 1963.  Amblyseius pusillus ingår i släktet Amblyseius och familjen Phytoseiidae. Inga underarter finns listade i Catalogue of Life.